# Soultz-les-Bains
Soultz-les-Bains é uma comuna francesa na região administrativa de Grande Leste, no departamento Baixo Reno. Estende-se por uma área de 3,55 km². Em 2010 a comuna tinha 972 habitantes (densidade: 273,8 hab./km²).